# ジョー・コリガン
ジョー・コリガン（Joseph Thomas ‘Sleeves’ Corrigan、1948年11月18日 - ）は、イングランド・マンチェスター出身の元サッカー選手で元指導者。元イングランド代表。現役時代のポジションはGK。

## 経歴
イングランド代表としては8試合に出場、UEFA欧州選手権1980、1982年のワールドカップ・スペイン大会にも参加した。最初はレイ・クレメンス、後にピーター・シルトンが正GKとしてプレーしたため、出場機会は少なかった。
1969年から1983年までマンチェスター・シティFCでプレー、通算では602試合に出場した。UEFAカップウィナーズカップ、フットボールリーグカップなどのタイトルを獲得した。
引退後、1994年から2004年までリヴァプールFCのGKコーチを務めていた。

## タイトル

### クラブ
マンチェスター・シティFC
- UEFAカップウィナーズカップ : 1970
- FAチャリティ・シールド : 1972
- フットボールリーグカップ : 1969-70, 1975-76

個人タイトル
- マンチェスター・シティFC年間最優秀選手 : 1976, 1978, 1980